# マックスバリュ北海道
- イオングループ > マックスバリュ > マックスバリュ北海道
- イオングループ > イオン北海道 > マックスバリュ北海道

マックスバリュ北海道株式会社（マックスバリュほっかいどう、Maxvalu Hokkaido Co., Ltd.）は、かつて存在した北海道でスーパーマーケットやディスカウントストアを展開していたイオングループの企業である。本社は北海道札幌市中央区に置いていた。
2020年3月1日に、同じくイオングループのイオン北海道に吸収合併され、解散となった。

## 概要
札幌市を中心に展開していた北海道地場のスーパーマーケットチェーンの株式会社札幌フードセンター（さっぽろフードセンター）を発祥とする企業。1993年にジャスコ株式会社（当時）と合弁で北海道ジャスコ株式会社（ほっかいどうジャスコ）を設立し、2000年10月に札幌フードセンターを存続会社として北海道ジャスコと合併し、マックスバリュ北海道株式会社となった。
2003年に株式会社王子サービスセンター（苫小牧市、王子製紙グループ）の小売事業の営業を譲受。2008年に同じイオングループで、北海道の道央を中心にスーパーマーケットを展開していた株式会社ジョイを吸収合併し事業を継承。2013年に十勝地方でスーパーマーケットを展開していた株式会社いちまると資本・業務提携を結んだ後、2015年に同社の事業のうちスーパーマーケット事業を譲受。同年にダイエーから北海道内の「グルメシティ」6店舗及び「ダイエー」札幌円山店を譲受した。
2020年3月1日、イオン北海道を存続会社として吸収合併されて事業は継承された。両社を合併する方針となった理由としては、継続的に成長できる投資が可能なレベルに企業規模を引き上げることが挙げられている。
北海道内でかつて「帯広フードセンター」を商号とした株式会社ダイイチとは資本関係はない。

## 沿革
- 1961年（昭和36年）3月17日 - 株式会社札幌フードセンターとして設立。
- 1973年（昭和48年）4月 - 札幌フードセンターが長崎屋と共同出資し、株式会社サンドール北海道設立（1989年に長崎屋に吸収合併）。
- 1993年（平成5年）
  - 9月 - 札幌フードセンターが、ジャスコ株式会社（当時）と業務・資本提携。
  - 10月1日 - ジャスコとの共同出資により、北海道ジャスコ株式会社設立。
- 1995年（平成7年）
  - 8月25日 - 北海道ジャスコが1号店のマックスバリュー手宮店（小樽市）を開店[4]。北海道初のマックスバリュー（現：マックスバリュ）となる。
  - 10月4日 - 株式会社札幌フードセンターの株式を当時の店頭登録制度・JASDAQへ店頭公開。
- 2000年（平成12年）10月1日 - 株式会社札幌フードセンターを存続会社として、北海道ジャスコ株式会社を合併し、マックスバリュ北海道株式会社に商号変更。
- 2003年（平成15年）4月1日 - 株式会社王子サービスセンター（王子製紙系列）の苫小牧市の5店舗（花園店、澄川店→澄川町店[店名 1]、支笏湖通り店、有珠川店、王子病院店）の営業を譲受[6]。譲受した店舗は4月1日から4月10日にかけて順次「マックスバリュ」としてオープンした[7]。
- 2007年（平成19年）6月15日 - 定時株主総会にて、親会社のイオンの決算に連動させる為事業年度を「4月1日 - 3月31日」から「2月1日 - 1月31日」に変更することを決議。
- 2008年（平成20年）
  - 2月8日 - スーパーマーケットを運営する株式会社ジョイと合併契約書を締結。
  - 3月1日 - マックスバリュ江別店（江別市）にWAONを初めて導入。
  - 4月1日 - 株式会社ジョイを吸収合併し[8]、「ジョイ」と「プライスマート」、「ニッショウマート」の運営を譲受。
  - 7月1日 - マックスバリュ士別店（士別市）にWAONを導入し、マックスバリュ有珠川店と王子病院店を除き全店WAONに対応。
- 2010年（平成22年）
  - 2月6日 - 「プライスマート平岸店」から「ザ・ビッグ エクスプレス平岸店」に改称・リニューアルオープン（札幌市）。北海道内における「ザ・ビッグ」店舗1号店となる。
  - 10月18日 - マックスバリュ新琴似店にKitaca電子マネーサービス導入（11月3日より札幌・函館地区に拡大）。
- 2012年（平成24年）8月11日 - 初めて都市型小型店舗となる「マックスバリュエクスプレス中の島店」（札幌市）がオープン。
- 2013年（平成25年）
  - 10月2日 - 株式会社いちまる（本社：帯広市）と資本・業務提携[9]。
  - 10月4日 - 「ザ・ビッグ」では当社初の新規店舗となる「ザ・ビッグ鳥取大通店」（釧路市）をオープン。
- 2015年（平成27年）
  - 2月28日 - 「マックスバリュー恵庭店」（恵庭市）を改装し、「マックスバリュ恵庭店」としてリニューアルオープン[10][11]。この改装で、マックスバリュ北海道運営の「マックスバリュー」が屋号の店舗は全店舗なくなった。
  - 4月9日 - 株式会社ダイエーのスーパーマーケット事業のうち、北海道内の「グルメシティ」6店舗[注 2]及び「ダイエー」札幌円山店の計7店舗を同年9月1日付で会社分割に承継することに関する基本合意書を締結したことを発表[12]。
  - 5月25日 - 株式会社いちまるのスーパーマーケット事業を同年10月1日付で当社へ承継することで基本方針を定めたことを発表[13]。
  - 7月8日 - 前述の株式会社ダイエーの北海道におけるスーパーマーケット事業の会社分割による継承の吸収分割契約を締結したことを発表。
  - 9月1日 - 株式会社ダイエーから北海道内の「グルメシティ」6店舗とダイエー札幌円山店を継承。うち6店舗は売場のレイアウト変更や品揃えの一部見直しを行い、継承日当日にオープンした「マックスバリュ弁天店」を皮切りに同月8日までに順次「マックスバリュ」に屋号変更してリニューアルオープン。ダイエー札幌円山店は屋号変更と共に店舗名も変更となり、「マックスバリュマルヤマクラス店」となった[14]。
  - 10月1日 - 株式会社いちまるから14店舗の営業を継承。継承後、7店舗ずつレジシステムの変更や一部店舗での品ぞろえの見直しを行い、継承日前日に休業して継承日当日にリフレッシュオープンした店舗と、継承日当日に休業して翌日の同年10月2日にリフレッシュオープンした店舗に分かれる。継承後も店舗名の変更はないため、「いちまる」が当社の店舗ブランドに加わることとなった[15]。
- 2016年（平成28年）
  - 3月18日 - 「プラザ。いちまる」を改装し、「マックスバリュ稲田店」としてリニューアルオープン。「いちまる」から「マックスバリュ」へブランド転換した最初の店舗となる[16]。
  - 6月15日 - 「WAON POINT」の開始に伴い、旧ダイエー店舗の「マックスバリュ」6店舗で継続実施していた「ハートポイントサービス」を終了。「ハートポイントカード」・「ハートポイントカードPLUS+」で貯めた保有ポイントは「WAON POINTカード」へ切替移行が可能で、7月末までに切替移行した場合には早期特典として100WAON POINTを加算してポイント移行される[17]
  - 8月23日 - 「セリオおおまがり店」閉店[18]。これにより、ジョイ時代より運営していた「セリオ」の店舗が消滅した。
- 2017年（平成29年）7月24日 - 新聞報道により、LGBTに対する取り組みを実施していると一般公表[19]。研修会を実施。
  - 10月10日 - イオン北海道との合併に関する基本合意書を締結[20]。
  - 10月31日 - 「ジョイ朝日町店」閉店。これにより「ジョイ」の店舗が消滅[21]。
- 2019年（平成31年 / 令和元年）
  - 4月10日 - イオン北海道に吸収合併される契約を締結。
  - 7月26日 - 株式会社ダイエーから継承した店舗で唯一建て替えのため休業していた「グルメシティ深堀店」を「マックスバリュ深堀店」に改め新規オープン[22]。
- 2020年（令和2年）
  - 1月31日 - プライスマート苗穂店閉店。これにより「プライスマート」の店舗が消滅。
  - 2月27日 - 上場廃止。
  - 3月1日 - イオン北海道に吸収合併[20]され解散。

## 店舗ブランド
マックスバリュ北海道時代に運営していた店舗ブランドについて記述する。2020年3月以降にイオン北海道へ継承されたブランドは「マックスバリュ」、「マックスバリュエクスプレス」、「札幌フードセンター」、「いちまる」、「ザ・ビッグ」、「ザ・ビッグエクスプレス」。店舗ブランド自体の説明はイオングループの商業ブランドも参照。

### マックスバリュ
イオングループが国内及び海外で展開する食品中心のスーパーマーケット。
元マックスバリュー、元札幌フードセンター、元フードセンター、元ニッショウマート、元ジョイ、元ダイエー、元グルメシティ、元いちまるからの転換店舗が存在する。

### マックスバリュ エクスプレス
2009年3月にイオンリテール（2010年にスーパーマーケット事業を複数の地域事業会社へ分社化）が立ち上げたもので、"シンプル&フレッシュ よいものを、手軽に" をコンセプトに展開する都市型小規模店舗業態。
イオン北海道への統合直前の時点で運営していたのは、札幌市の中の島店（豊平区）・発寒南駅前店（西区：ジョイ西町店から転換）・新道店（東区：札幌フードセンターから転換）の3店舗のみ。

### 札幌フードセンター
旧・札幌フードセンター時代から展開していた店舗。リニューアル等で「マックスバリュ」、「マックスバリュ エクスプレス」、「ザ・ビッグ」、「ザ・ビッグ エクスプレス」に屋号が変更されているため、徐々に減少しており、イオン北海道への統合直前の時点では札幌市内に3店舗のみ。
札幌市外に展開していた店舗は、「札幌」が付かない「フードセンター」を呼称としていたものの、これは該当する最後の店舗である小樽店（小樽市）が2019年1月31日に閉店したことにより消滅している。
サービスデーの「HYPERフードデー」は旧フードセンター時代からの独自サービス「フードデー」が元となっている（詳細後述）。

### いちまる
いちまるが展開していた店舗。2015年10月の運営移管時に店舗名を残したまま引き継いだ。十勝総合振興局管内に展開。
閉店やリニューアルで「マックスバリュ」に屋号が変更（前述の通り、一部の店舗は店舗名も変更）されたこともあって、運営移管時は多くの店舗があった帯広市内や河東郡の店舗は無くなり、イオン北海道への統合直前の時点では上川郡清水町のプラザ。いちまる 清水店のみとなっていた。
そのプラザ。いちまる 清水店も、当社のイオン北海道への統合後の2021年8月31日に閉店したことにより、屋号が消滅している。

### ザ・ビッグ
元々マックスバリュ西日本（当時）が展開する独自ブランドだったが、現在は全国に拡大しつつあるイオングループのディスカウントストア。
新規店舗は鳥取大通店（釧路市）・緑が丘店（旭川市）の2店のみで、その他は他業態からの転換であった（元マックスバリュー、元札幌フードセンター、元マックスバリュの店舗が存在する）。イオン北海道への統合直前の時点で、釧路市・旭川市には当社では「ザ・ビッグ」のみを展開していた。

### ザ・ビッグ エクスプレス
上記のザ・ビッグから品数を絞った業態。当社が開設した平岸店で展開を開始し、後にイオンビッグ・マックスバリュ南東北（現・イオンビッグ）・マックスバリュ中部（解散）・マックスバリュ九州（現・イオン九州）・イオン琉球でも運営が開始。
イオン北海道への統合直前の時点で当社が運営していたのは札幌市の5店で、いずれも他業態からの転換である（元プライスマート、元札幌フードセンター、元ジョイの店舗が存在する）。平岸店は店名が同じマックスバリュ平岸店との混同を防ぐため「屋号+店名」にて表記される。
店舗の一例

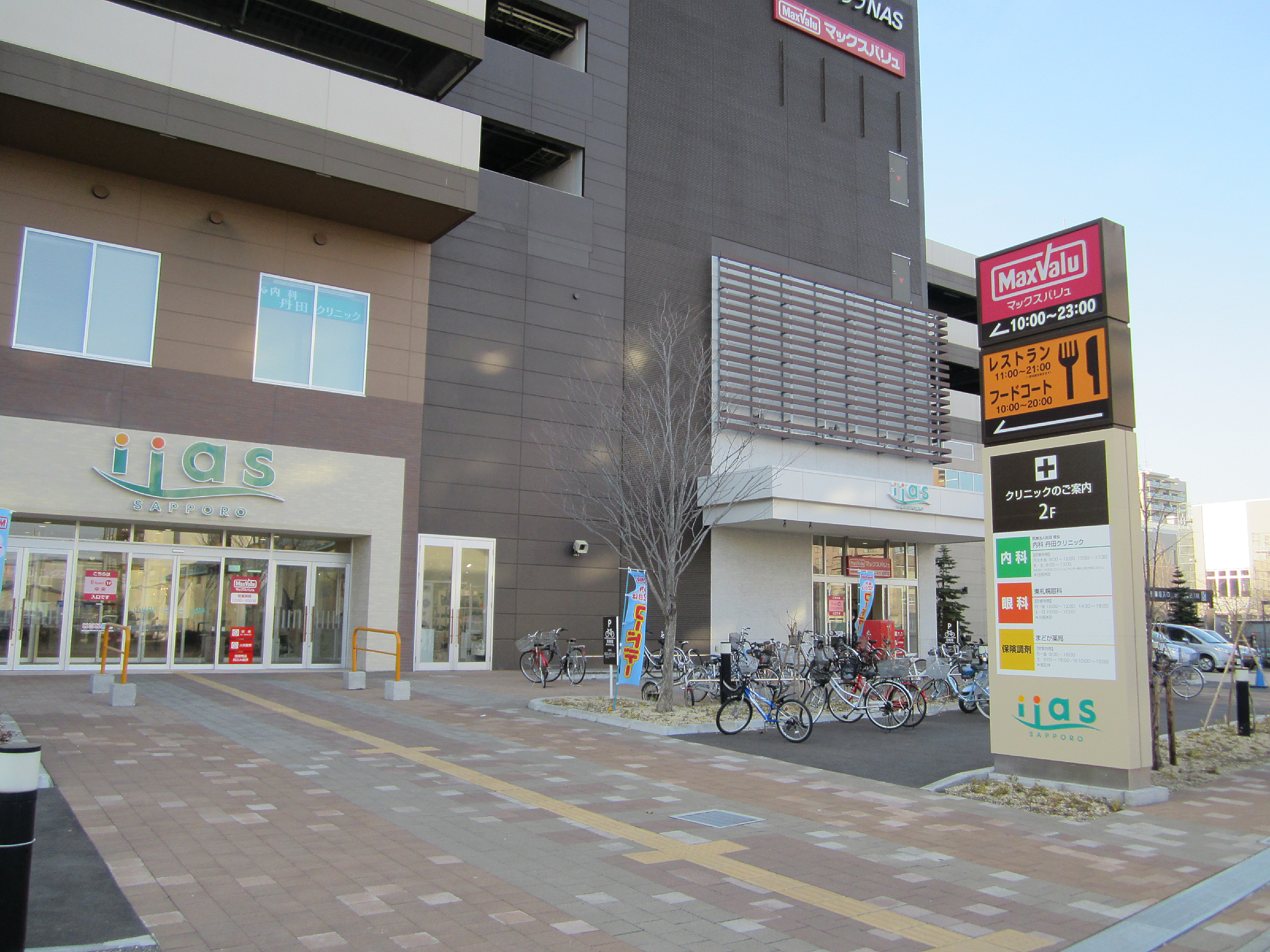
マックスバリュ東札幌店 （札幌市白石区、イーアス札幌＝現・ラソラ札幌内）
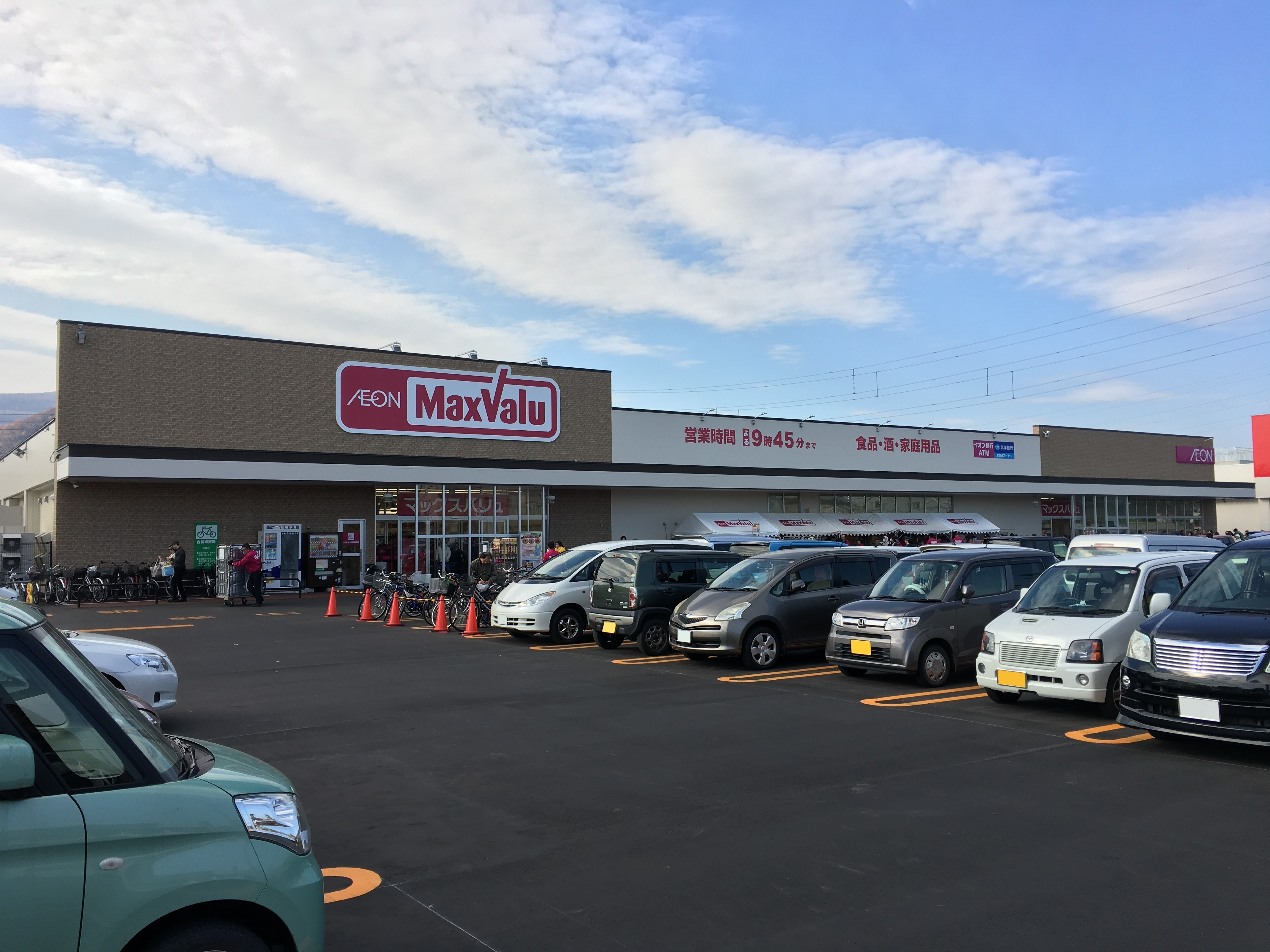
マックスバリュ新発寒店 （札幌市手稲区、クロスモール新発寒内）
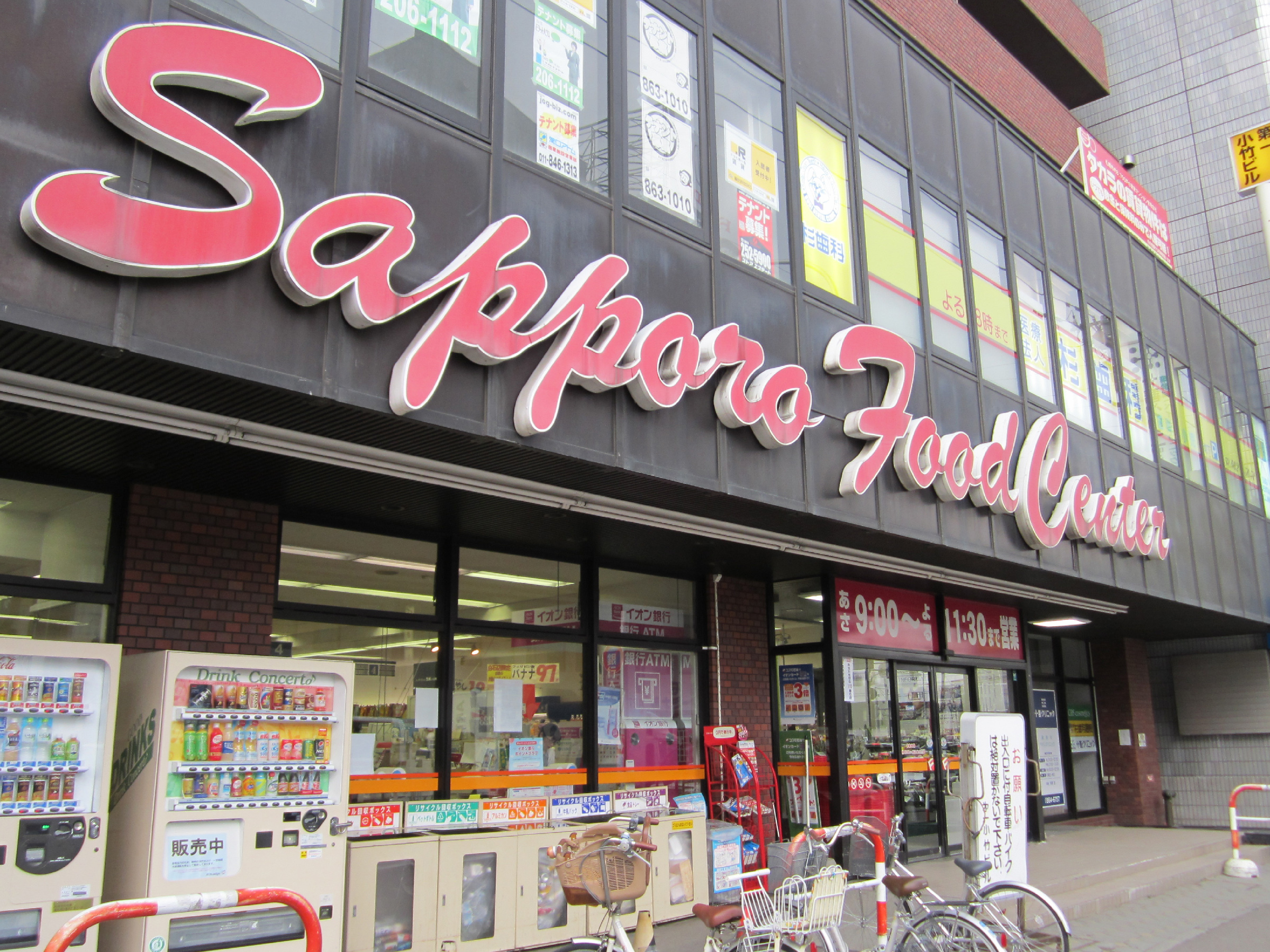
札幌フードセンター白石店 （札幌市白石区） ※2020年1月31日閉店
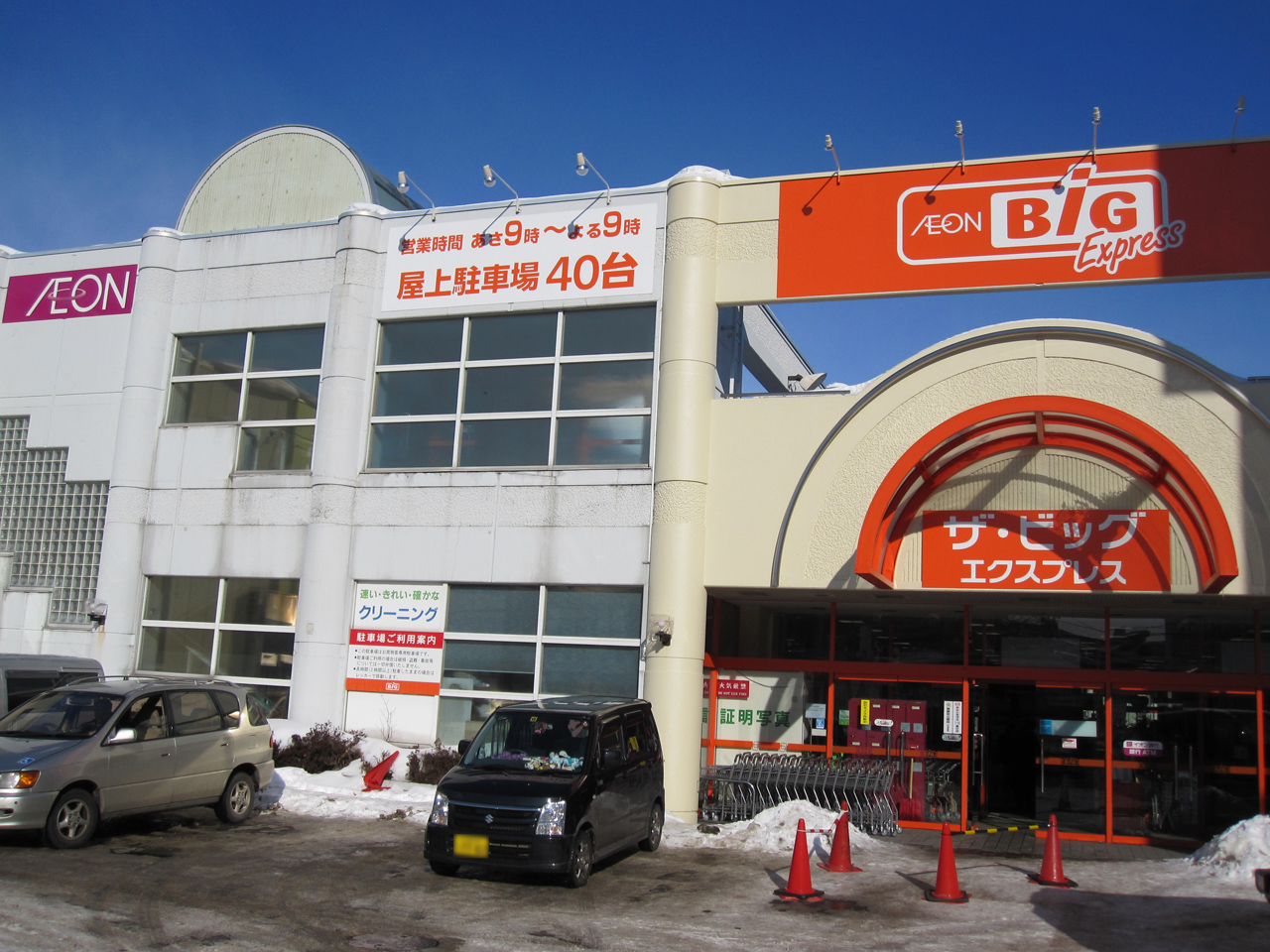
ザ・ビッグ エクスプレス白石中央店 （札幌市白石区） ※旧札幌フードセンター店舗
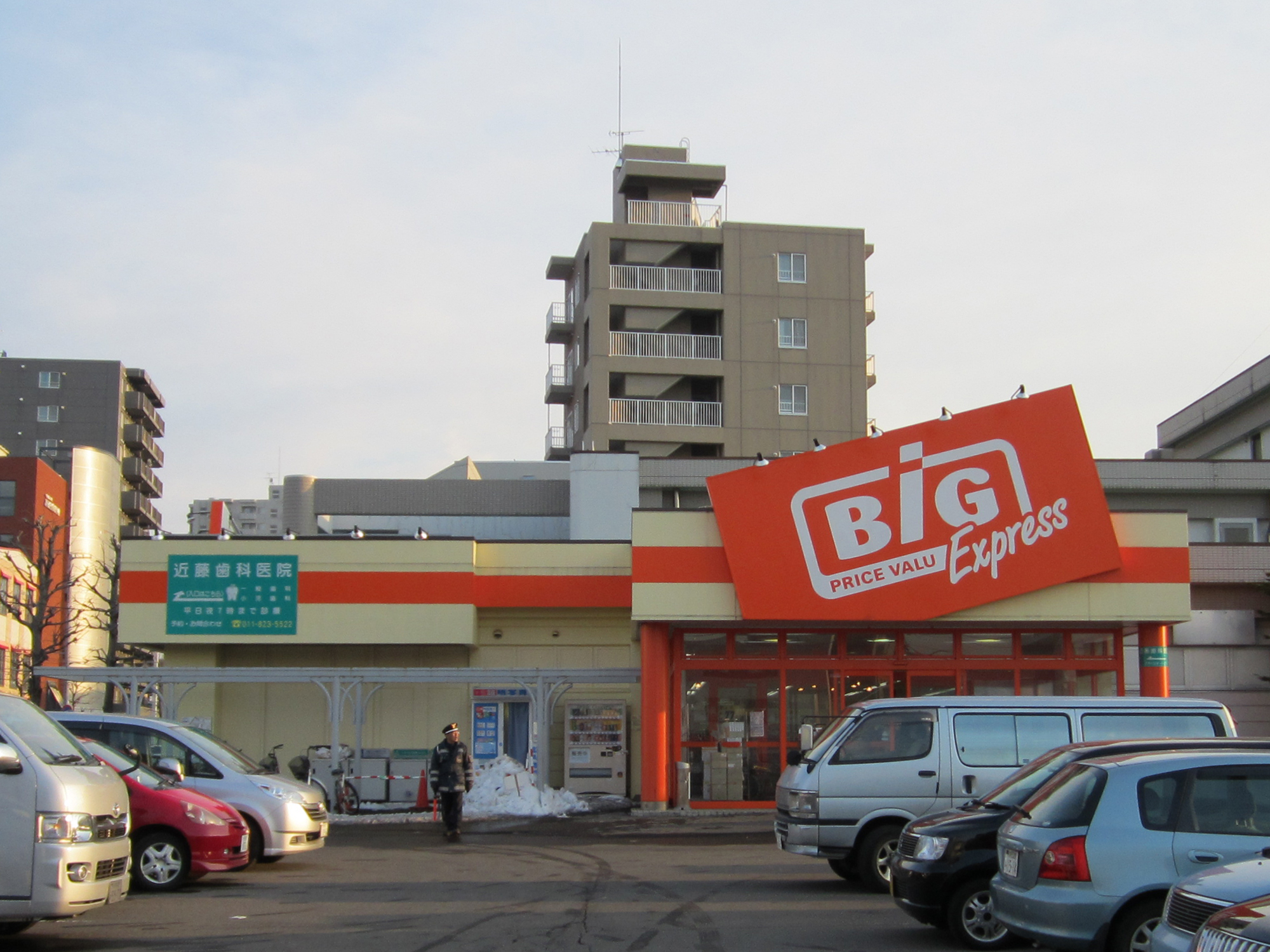
ザ・ビッグ エクスプレス平岸店 （札幌市豊平区） ※旧プライスマート店舗

## 法人消滅以前に終了した店舗ブランド

### ニッショウマート
ジョイより引き継いだ店舗ブランド。2008年にマックスバリュ北海道へ譲渡された際は、あかびら店の1店舗のみを展開していた。
2009年2月10日に同店がマックスバリュ赤平店へ転換したことでブランドが消滅。

### マックスバリュー
「マックスバリュ」は当初は「マックスバリュー」と称しており、北海道ジャスコが店舗展開を始めた当時も「マックスバリュー」を称していた。北海道ジャスコではなく札幌フードセンターが「マックスバリュー」の名称で開店した店舗もあった（厚別店）。
2015年2月28日にマックスバリュー恵庭店が改装によりマックスバリュ恵庭店に改称したことにより、「マックスバリュー」の店舗は当社のみならずイオングループ全体としても消滅した。

### セリオ
ジョイより引き継いだ店舗ブランド。2008年にマックスバリュ北海道へ譲渡された際は2店舗を展開していた。
2016年8月23日にセリオおおまがり店（北広島市）が閉店したことでブランドが消滅。

### ジョイ
ジョイが展開していた店舗。2008年の合併時に店舗名を残したまま引き継いだ。
フードセンター同様リニューアル等で「マックスバリュ」、「マックスバリュ エクスプレス」、「ザ・ビッグ エクスプレス」に屋号が変更されており、2018年10月31日に朝日町店の閉店をもってブランドが消滅。

### プライスマート
ジョイより引き継いだディスカウント形態の店舗。2008年にマックスバリュ北海道へ譲渡された際は2店舗を展開していた。
2020年1月31日に苗穂店（札幌市東区）の閉店によりブランド名消滅。ジョイの展開していた店舗ブランドのまま最後まで存続していた店舗であった。
店舗の一例

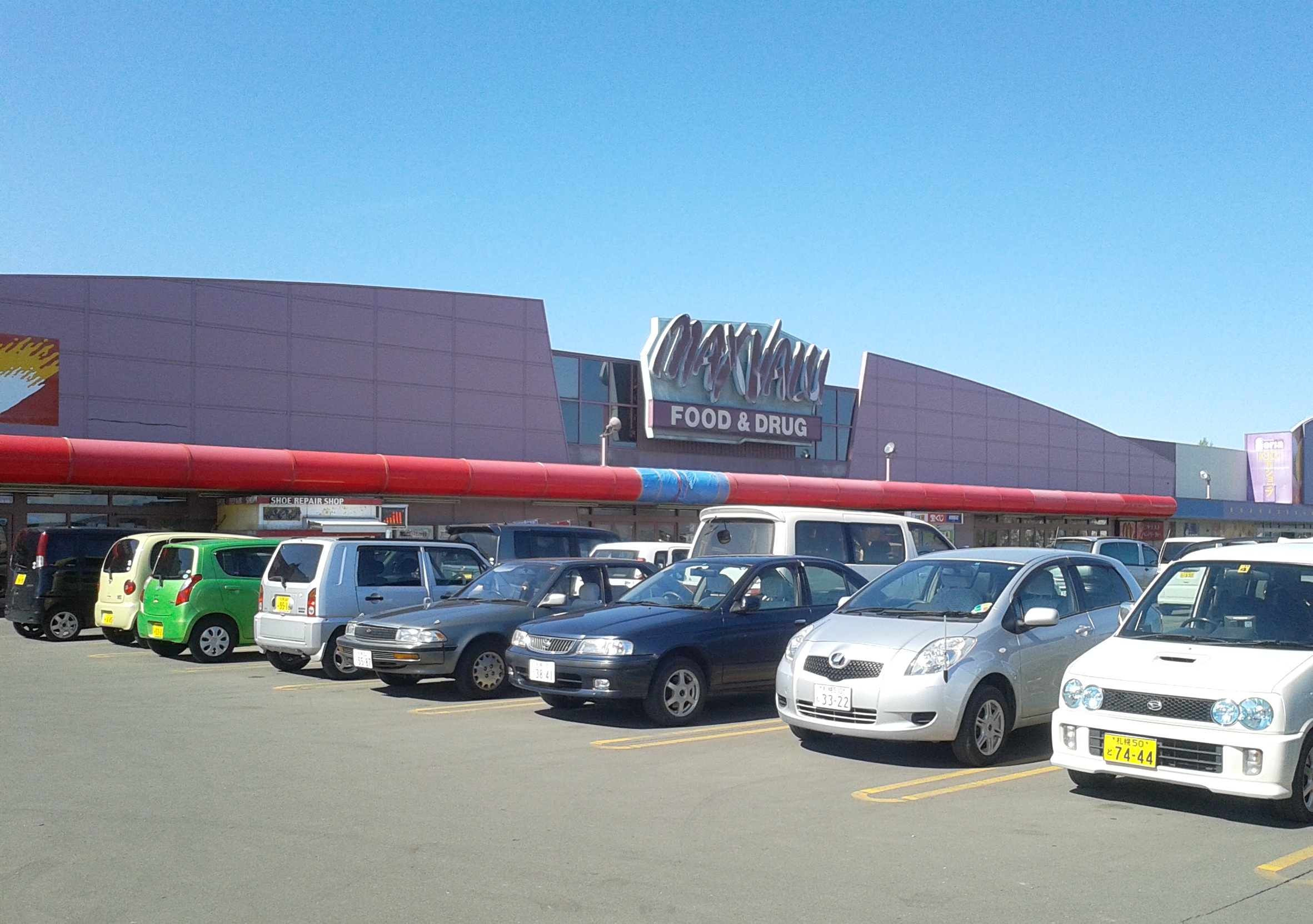
マックスバリュー恵庭店（恵庭市）2015年2月28日より「マックスバリュ」に転換
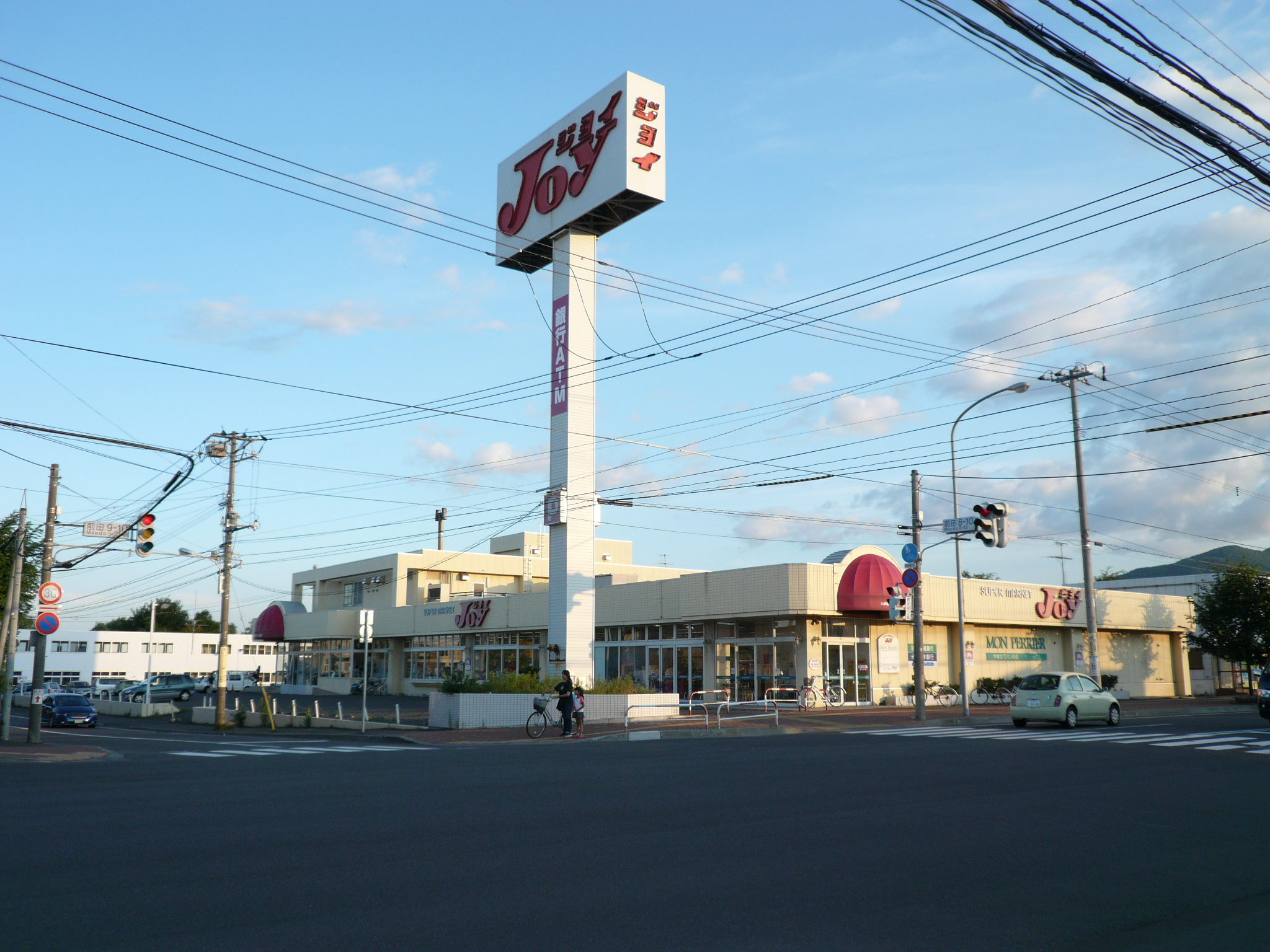
ジョイ前田店（札幌市手稲区）2012年3月24日より「ザ・ビッグ エクスプレス」に転換
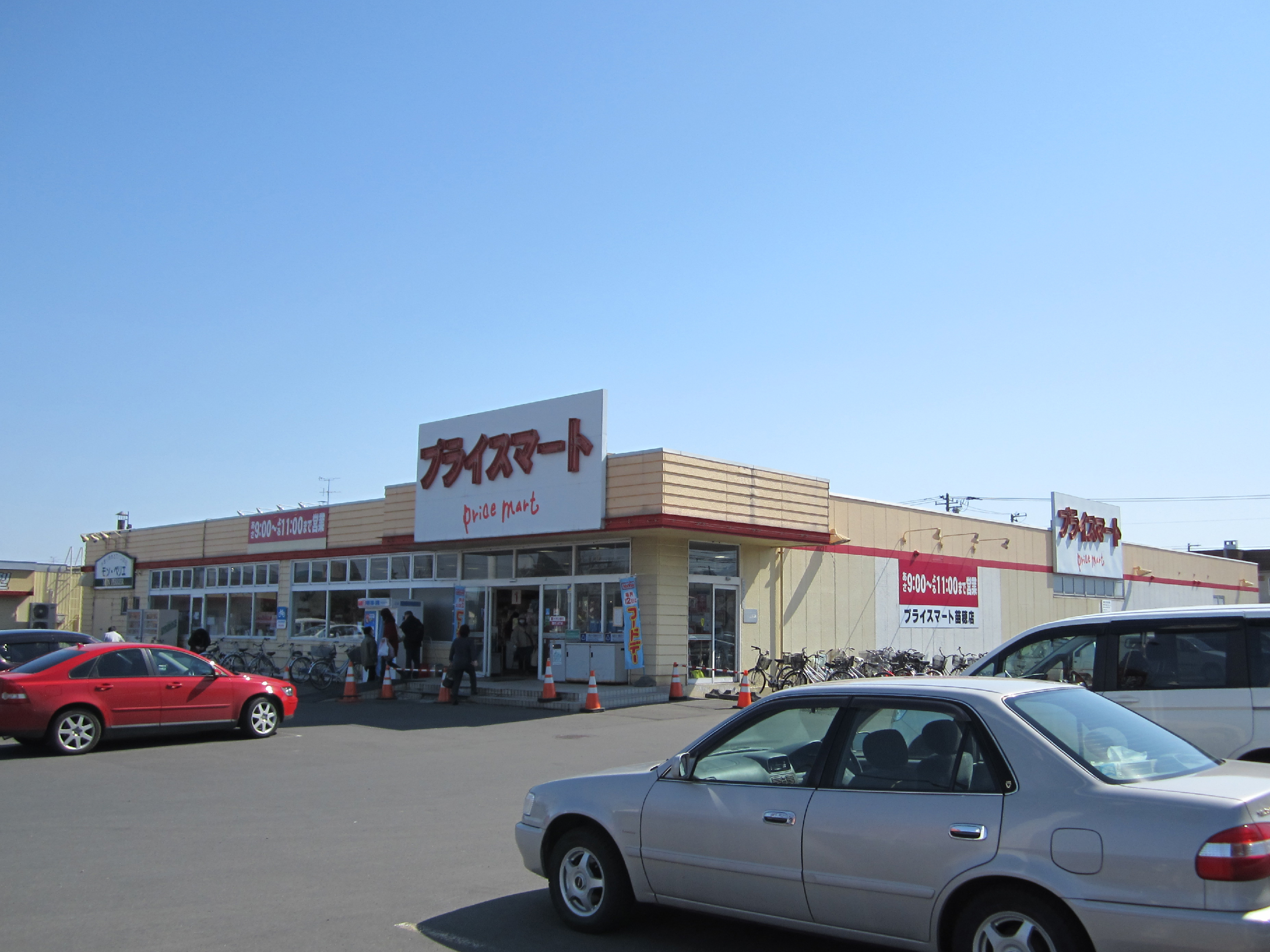
プライスマート苗穂店（札幌市東区）2020年1月31日閉店

## 閉店した店舗
2008年4月1日 - 2020年2月29日までに閉店した店舗
- 石狩地区
  - 札幌市北区 - ジョイ新川店（2013年6月30日閉店）
  - 札幌市西区 - マックスバリュ八軒店（2017年2月28日閉店[28]。跡地にはツルハドラッグ八軒4条店が2017年5月25日に開店したものの2021年5月15日に閉店、建替えの上再度ツルハドラッグが出店した[29]）
  - 札幌市豊平区 - ジョイ東月寒店（2017年7月31日閉店[30]、跡地にはツルハドラッグ月寒東2条店が開店）
  - 札幌市手稲区 - ジョイ稲穂店（2018年4月30日閉店[31]）
  - 札幌市東区 - プライスマート苗穂店（2020年1月31日閉店[32]、跡地は解体されたのちスシロー札幌苗穂店[33][34]）
  - 札幌市白石区 - 札幌フードセンター白石店（2020年1月31日閉店[32]、跡地にはセブン-イレブンが開店[35]）
  - 江別市 - セリオのっぽろ店（マックスバリュ上江別店開店によるスクラップ＆ビルド、2009年4月30日に閉店、跡地にはスーパーセンタートライアル野幌店が開店）
  - 北広島市 - セリオおおまがり店（2016年8月23日閉店、跡地には産直生鮮市場大曲店とサツドラセリオおおまがり店が開店）
- 空知地区
  - 滝川市 - ジョイ滝川西町店（マックスバリュ滝川本町店開店によるスクラップ＆ビルド、2012年10月28日閉店）、ジョイ滝川栄町店（2016年1月31日閉店）、ジョイ朝日町店（2018年10月31日閉店）
- 後志地区
  - 小樽市 - フードセンター小樽店（2019年1月31日閉店[36]、跡地には業務スーパー小樽店が開店）
  - 倶知安町 - ジョイ倶知安店（2012年8月31日閉店、跡地は解体されたのちラッキー倶知安店）
- 胆振地区
  - 苫小牧市 - マックスバリュ花園店（2003年4月5日開店[7]。新花園店開店によるスクラップ＆ビルド。2010年3月31日閉店）、マックスバリュ王子病院店（2003年4月1日開店[7]。WAON非対応・業態としてはマックスバリュだったが、店舗名は「サンフラワー」を名乗っていた[37]。2016年3月31日閉店[38]、現在はローソン王子総合病院店）、マックスバリュ有珠川店（2003年4月7日開店[7]。2019年2月28日閉店[39]、跡地にはセイコーマートが開店）
- 上川地区
  - 旭川市 - マックスバリュ永山店（2012年9月2日閉店[40]、跡地にはセリア旭川永山店とアメリカ屋旭川永山店が開店するが、アメリカ屋は後に閉店、セリアも2022年2月27日に移転のため閉店[41]。跡地にはツルハドラッグ旭川永山6条店が開店 ）
- 十勝地区
  - 帯広市 - わかばいちまる（2016年12月31日閉店[42]、跡地にはセブン-イレブンが開店[43]）、アイモールいちまる（2017年4月30日閉店[44]、跡地にはサンドラッグが開店）、パークいちまる（2017年9月30日閉店[45]）、いちまる西帯店・キャロットいちまる（共に2017年10月31日閉店[46]、ともに跡地にはセブン-イレブンが開店）、いちまるフードプライス店（2019年5月31日閉店[47]、跡地にはスーパーセンタートライアル帯広東店が開店）
  - 河東郡 - ルーキーいちまる（2019年7月31日閉店[48]）
- 渡島地区
  - 函館市 - マックスバリュ柏木店（旧「グルメシティ」店舗、近隣地区に出店予定の新店舗へ移転のため2019年6月30日閉店[49]、跡地にはサツドラ函館柏木店が開店）

以下の店舗は2008年4月1日以前に閉店している。「ジョイ」店舗の2008年4月1日以前（マックスバリュ北海道への合併前）の閉店についてはジョイ (スーパーマーケット)の記事を参照。
札幌フードセンター・フードセンター
- 札幌地区
  - 札幌市中央区 - 高等検察庁売店（2004年3月30日閉店[50]、店舗名としてはフードセンター店舗と案内されていた[51]ものの、通常のスーパーマーケット業態ではなかった[50]）、西店（2000年7月7日閉店[52]）、西28丁目店（2000年4月1日閉店[52]）、南店、西線9条店
  - 札幌市北区 - 屯田店（2006年11月30日閉店[53]）、北18条店（2004年4月30日閉店[50]）、新琴似店（マックスバリュ新琴似店へのスクラップ&ビルド、2002年8月31日閉店[54]）、篠路店（2002年3月31日閉店[54]）
  - 札幌市東区 - カスタム店（2003年4月1日閉店[55]）
  - 札幌市南区 - 真駒内店（2004年6月30日閉店[50]）
- 空知地区
  - 岩見沢市 - 岩見沢店（4条西1丁目、1995年10月25日閉店[56]）
  - 滝川市 - 滝川店（高林デパート地下1階に出店していた。1996年閉店[57]）

マックスバリュ
- 札幌地区
  - 札幌市北区 - 新川店（2002年4月24日開店[58] - 2003年閉店[注 7]。1年ほどでの閉店となった[59][注 8]）
- 空知地区
  - 滝川市 - （旧）滝川店（東町にあり、以前は「マックスバリュー」であった[61]。2007年10月16日閉店[62]。新店舗へのスクラップ&ビルド）

## サービスデー
お客さま感謝デー
イオンカード各種（提携カードを除く）、イオンオーナーズカード、イオンシニアクラブカード、イオン銀行のイオンバンクカード、WAON POINTカードのいずれかを利用・提示するか、電子マネーWAONの支払で直営売場の商品が5%割引となる（一部除外品有）。
HYPERフードデー
「マックスバリュ」「札幌フードセンター」「ジョイ」「いちまる」では、毎月12日にイオンカード各種提示の条件は一切無しで、お客さま感謝デーと同等の割引特典（一部除外品以外は直営売場の商品が5%割引）が受けられる。元は札幌フードセンター時代から実施されている「フードデー」。
「フードデー」当時はお客さま感謝デー同様に支払い方法が限定されていたものの、2015年途中に「HYPERフードデー」となってからは支払い方法の制限がなくなった。
ザ・ビッグデー
ザ・ビッグ（エクスプレスを含む）では、毎月第2日曜日にイオンカード各種提示の条件は一切無しで、お客さま感謝デーと同等の割引特典（一部除外品以外は直営売場の商品が5%割引）が受けられる。
その他
かつて発行されていたイオン北海道が運営する店舗でお客さま感謝デーの特典を受けられる、クレジット機能なしのイオン北海道メンバーズカードは、マックスバリュ北海道が運営する店舗では特典を受けられなかった。